# Njegovuđa
Njegovuđa este un oraș din comuna Žabljak, Muntenegru. Conform datelor de la recensământul din 2003, orașul are 227 de locuitori (la recensământul din 1991 erau 288 de locuitori).

## Demografie
În orașul Njegovuđa locuiesc 185 de persoane adulte, iar vârsta medie a populației este de 42,0 de ani (38,7 la bărbați și 45,8 la femei). În localitate sunt 81 de gospodării, iar numărul mediu de membri în gospodărie este de 2,80.
Această localitate este populată majoritar de sârbi (conform recensământului din 2003).
|  |

| Demografie | Demografie | Demografie |
| An         | Locuitori  | Locuitori  |
| ---------- | ---------- | ---------- |
|            |            |            |
|            |            |            |
|            |            |            |
|            |            |            |
| 1948       | 67         |            |
| 1953       | 146        |            |
| 1961       | 210        |            |
| 1971       | 299        |            |
| 1981       | 264        |            |
| 1991       | 288        | 288        |
| 2003       | 227        | 227        |

| \| Componența etnică conform recensământului din 2003[2] \| Componența etnică conform recensământului din 2003[2] \| Componența etnică conform recensământului din 2003[2] \| Componența etnică conform recensământului din 2003[2] \| Componența etnică conform recensământului din 2003[2] \| \| ----------------------------------------------------- \| ----------------------------------------------------- \| ----------------------------------------------------- \| ----------------------------------------------------- \| ----------------------------------------------------- \| \| \| \| \| \| \| \| Sârbi \| Sârbi \| \| 150 \| 66,07% \| \| Muntenegreni \| Muntenegreni \| \| 69 \| 30,39% \| \| necunoscută \| necunoscută \| \| 0 \| 0% \| |              |  |     |        |
| Componența etnică conform recensământului din 2003 |              |  |     |        |
| |              |  |     |        |
| Sârbi | Sârbi        |  | 150 | 66,07% |
| Muntenegreni | Muntenegreni |  | 69  | 30,39% |
| necunoscută | necunoscută  |  | 0   | 0%     |